# Michelle Cliff
Michelle Carla Cliff, née le 2 novembre 1946 à Kingston (Jamaïque) et morte le 12 juin 2016 à Santa Cruz (Californie), est une auteure jamaïco-américaine. Ses œuvres comptent les romans Abeng (1985), No telephone to Heaven (1987) et Free Enterprise (2004).à 
Outre ses romans, le travail de Michelle Cliff se compose de nouvelles, de poèmes en prose, et de critiques littéraires. Elle explore les problèmes complexes et nombreux liés à la notion d'identité à la suite du post-colonialisme, et expose notamment la difficulté de se fabriquer une réelle identité personnelle face aux constructions de genre et de race. 
Cliff cherche à établir une autre façon d'appréhender l'Histoire que celle qui est établie par les courants dominants. 

## Biographie
Michelle Cliff naît le 2 novembre 1946 à Kingston en Jamaïque,. Trois ans plus tard sa famille émigre aux États-Unis et s'installe à New York où elle va vivre jusqu'en 1956. À l’âge de 10 ans, sa famille se réinstalle en Jamaïque, et Michelle Cliff est scolarisée à la St. Andrew High School for Girls. C'est là qu'elle commence à tenir son journal, et à écrire, avant de repartir en 1960 à New York. 
Elle poursuit ses études au Wagner College et à l'Institut Warburg de l'Université de Londres. Par après, elle enseigne dans plusieurs universités dont le Trinty College[Lequel ?] et l'Université Emory. 
À partir de 1976, Michelle Cliff et Adrienne Rich vivent en couple.
En 1981, Michelle Cliff s'associe au Women's Institute for Freedom of the Press (en). 
En 1983, elle participe à l'anthologie féministe noire Home Girls.
À partir de 1999, elle vit à Santa Cruz (Californie) avec Adrienne Rich qui meurt en 2012. Michelle Cliff lui survit 4 ans et meurt le 12 juin 2016 d'une insuffisance hépatique,.

## Œuvre littéraire

### Fiction

#### Romans
- Abeng, New York, Penguin, 1985
- No Telephone to Heaven, New York: Dutton, 1987
- Free Enterprise: A Novel of Mary Ellen Pleasant, New York, Dutton, 1993
- Free Enterprise: A Novel of Mary Ellen Pleasant, City Lights Publishers, 2004
- Into the Interior.  University of Minnesota Press, 2010

#### Nouvelles
- Bodies of Water, New York, Dutton, 1990
- The Store of a Million Items, New York, Houghton Mifflin Company, 1998
- Everything is Now: New and Collected Stories. Short stories. University Of Minnesota Press, 2009

### Prose poétique
- Claiming an Identity They Taught Me to Despise, Persephone Press, 1980
- The Land of Look Behind and Claiming, Firebrand Books, 1985

### Éditrice
- Lillian Smith, The Winner Names the Age: A Collection of Writings, New York, Norton, 1982

### Autre
- "If I Could Write This in Fire I Would Write This in Fire", Home Girls: A Black Feminist Anthology, Barbara Smith(dir.), New York  Kitchen Table: Women of Color Press, 1982
- "Object into Subject: Some Thoughts on the Work of Black Women's Artists", Making Face, Making Soul/Haciendo Caras: Creative and Critical Perspectives by Women of Color, Gloria Anzaldúa (dir.), San Francisco, Aunt Lute, 1990,  p. 271–290.
- "History as Fiction, Fiction as History", Ploughshares, 20(2-3), 1994, p. 196-202.
- If I Could Write This in Fire, University of Minnesota Press, 2008